# Fyns Hoved
Fyns Hoved (littéralement, « Tête de Fionie » en danois) est un cap du Danemark qui s’incurve vers le sud pour former l’approche du fjord d’Odense. C’est le point le plus septentrional de Hindsholm, la partie nord-est de la Fionie, et c’est donc le point le plus septentrional de la Fionie, qui sépare le Cattégat et le Grand Belt. Il est situé dans la municipalité de Kerteminde dans la région du Danemark du Sud, dans la partie centrale du pays, à 120 km à l’ouest de Copenhague. La grande communauté la plus proche est Otterup, à 16 km au sud-ouest de Fyns Hoved. Le côté est de la baie entre Fyns Hoved et Skoven, à 5,5 mètres au sud, est irrégulier, avec une plage et des collines derrière elle. Juste au sud de Fyns Hoved se trouve la baie de Korshavn, une petite baie peu profonde, avec le phare de Korshavn. La baie est un port naturel utilisé par de nombreux plaisanciers.

## Nature
Fyns Hoved est situé dans la région sèche du Grand Belt, où les précipitations sont d’environ 450 millimètres par an alors que la moyenne nationale est de 650 millimètres par an. Cela le rend hospitalier pour les plantes qui sont plus courantes dans les zones sèches du sud de l’Europe. La région est fréquentée par de nombreux oiseaux de rivage et constitue également un lieu de repos pour les oiseaux migrateurs, et les marsouins communs peuvent être vus au large.
La zone est une zone Natura 2000, la zone n°107 Fyns Hoved, Lillegrund et Lillestrand, et Fyns Hoved, avec des prairies, des courbures et des pentes côtières autour de la lagune Fællesstrand et Korshavn, soit un total de 90 hectares, est protégée à plusieurs reprises, en 1936, 1960, 1965, 1968 et 1975.

## Histoire
La région est habitée depuis la préhistoire. Une preuve en a été trouvée sous la forme d’une pirogue vieille de 3500 ans. 
Lorsqu’on se promène dans Fyns Hoved, on ne peut pas s’empêcher de remarquer les nombreux murs de pierre. Ceux-ci remontent à 1810, lorsque les sept agriculteurs du village de Nordskov ont décidé de diviser la zone entre eux, de sorte qu’ils aient chacun une bande de terre au nord et une bande de terre au sud. Les sept propriétaires de chalets durent se contenter de partager une seule bande.

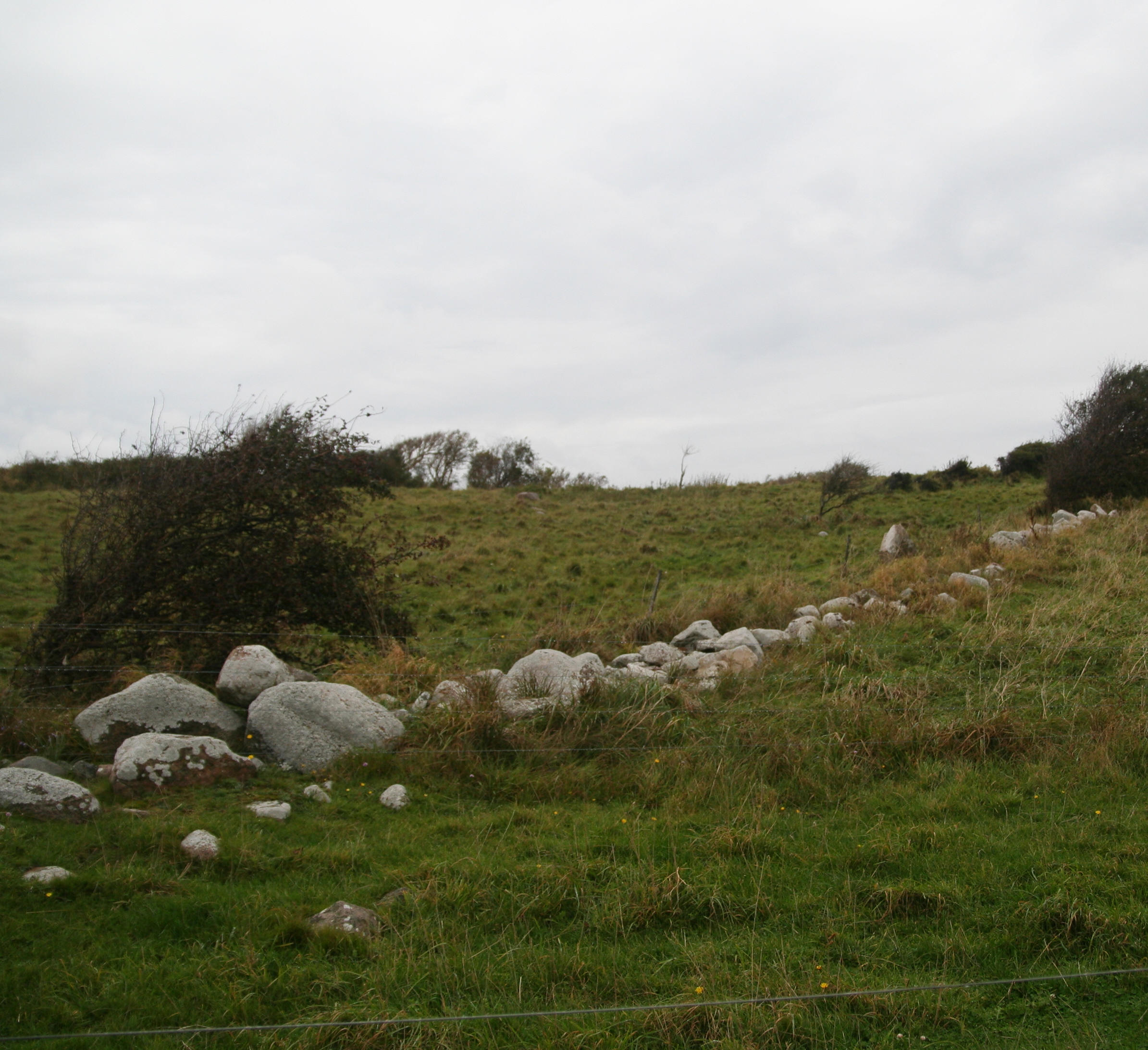
Mur de pierre sur Fyns Hoved

De nombreux artistes, dont plusieurs peintres de la Fionie tels que Johannes Larsen et Fritz Syberg, ont trouvé l’inspiration pour leurs tableaux dans la lumière et le paysage.
Pendant l’occupation allemande, des casernes, une installation radar et de l’artillerie sur Fyns Hoved gardaient l’entrée du Grand Belt.